# Ralph Chetwynd
Pour les articles homonymes, voir Chetwynd (homonymie).
William Ralph Talbot Chetwynd (28 juillet 1890-3 avril 1957) est un homme politique canadien en Colombie-Britannique. Il est député provincial de la coalition libérale-conservatrice de Cariboo de 1952 jusqu'à son décès en 1957.
Chetwynd siège au cabinet du premier ministre W. A. C. Bennett au poste de l'Industrie et des Transports, de ministre des Chemins de fer, de ministre des Pêcheries et de ministre de l'Agriculture.

## Biographie
Né dans le Staffordshire en Angleterre, Chetwynd est membre de la famille des barons Chetwynd (en). Il s'établit à Ashcroft en Colombie-Britannique à l'âge de 18 ans. Il combat pendant la Première Guerre mondiale dans la Royal Field Artillery (en) et atteint le rang de lieutenant. Récipiendaire de la croix militaire en 1918, il est récompensé avec la citation parue dans The London Gazette:
« Pour la galanterie remarquable et le dévouement au devoir. Sous un feu d'obus très intense, il s'est occupé d'un soldat blessé, qui gisait à découvert, incapable de bouger, et après l'avoir bandé, il l'a mis en sécurité dans une carrière voisine, avec l'aide de brancardiers. »
Revenu d'Europe, il entre dans l'exploitation d'un ranch de bétail et dans une entreprise de transport dans la région de Cariboo et Peace River. En 1942, il entre au service de la Pacific Great Eastern Railway (maintenant BC Rail (en) à titre d'officier de relations publiques. En poste jusqu'en 1952.
Chetwynd meurt à Saanich en avril 1957 à l'âge de 66 ans.
La communauté de Chetwynd, dans le nord-est de la province, est nommé en son honneur.